# Kembang Tanjung (Mersam)
Kembang Tanjung is een bestuurslaag in het regentschap Batang Hari van de provincie Jambi, Indonesië. Kembang Tanjung telt 1296 inwoners (volkstelling 2010).